# Alliance graphique internationale
L’Alliance graphique internationale (AGI) est née en 1950 de la rencontre amicale de trois graphistes français Jean Picart Le Doux (qui sera le premier président), Jean Colin et Jacques Nathan-Garamond, et de deux graphistes suisses, Fritz Bühler et Donald Brun, à l’occasion d’une exposition de leurs travaux à Bâle. Les liens ont été maintenus et étendus et l’AGI est fondée officiellement le 22 novembre 1952.
« Le but de ce « club » international est :
1. De créer des liens d’amitié entre des artistes graphiques de différents pays que rapprochent des affinités esthétiques et dont la notoriété s’est affirmée dans le domaine de la publicité, du livre ou de l’art mural.
2. De faire connaître au public par des expositions et des manifestations diverses les recherches que poursuivent à travers le monde les chefs de file de l’art graphique moderne. »

La première exposition de l’AGI a lieu au musée des arts décoratifs de Paris en 1955. La conception et l’organisation de cette exposition est confiée à Jean Carlu, alors président, et la scénographie, à René Herbst. Elle comprend trois parties :
1. Une exposition collective des artistes regroupés par pays. Chaque artiste membre de l’AGI ou invité, expose ses travaux dans une présentation identique.
2. Démonstration du rôle de l’art graphique dans l’industrie, le commerce à travers une sélection de réalisations graphiques extraites de campagnes publicitaires internationales : Shell, Schweppes, Coca-Cola, Perrier, Larousse, British Aluminium C°, Olivetti, Ciba, réalisées par de grandes agences (Vanypeco, Aljanvic, Publicis).
3. Le graphisme au service des grandes causes. Affiches pour soutenir des campagnes d’intérêt général (lutte contre la tuberculose, la polio, le cancer, etc.) et des organisations internationales (Croix-Rouge, Unesco, Nations unies).

En 2010, l'AGI compte près de 400 membres dans une trentaine de pays et réunit l'élite des graphistes dans le domaine de l'édition, de la publicité, de l'affichisme.  
Bernard Baissait est le seul membre à avoir quitté L'AGI à la suite de désaccords,. 
La dernière rencontre a eu lieu à Porto en 2010. 

## Membres
| Nom                           | Pays                    | Année d'adhésion |
| ----------------------------- | ----------------------- | ---------------- |
| Michael Amzalag               | France                  | 2020             |
| Mathias Augustyniak           | France                  | 2020             |
| Majid Abbasi                  | Iran                    | 2009             |
| Erik Adigard                  | États-Unis              | 2009             |
| Roland Aeschlimann            | Suisse                  | 1986             |
| Zak Kyes                      | Royaume-Uni             | 2019             |
| Sang-soo Ahn                  | Corée du Sud            | 1999             |
| José Albergaria               | France                  | 2010             |
| Jorge Aldarete                | Argentine/Mexique       | 2015             |
| Cordula Alessandri            | Autriche                | 2003             |
| Hans-Ulrich Allemann          | États-Unis              | 1998             |
| Walter Allner                 | États-Unis              | 1962             |
| Yurdaer Altintas              | Turquie                 | 2009             |
| Peter Andermatt               | Suisse                  | 1971             |
| Ian Anderson                  | Royaume-Uni             | 2010             |
| Gordon Andrews                | Australie               | 1969             |
| Samuel Antupit                | États-Unis              | 1974             |
| Masuteru Aoba                 | Japon                   | 1988             |
| Philippe Apeloig              | France                  | 1997             |
| Robert Appleton               | Canada                  | 2001             |
| Dana Arnett                   | États-Unis              | 1998             |
| Antoine Audiau                | France                  | 2012             |
| Bob Aufuldish                 | États-Unis              | 2011             |
| Paul Austin                   | Royaume-Uni             | 2010             |
| Kiyoshi Awazu                 | Japon                   | 1966             |
| Bernard Baissait              | France                  | 1997             |
| Franco Balan                  | Italie                  | 1997             |
| André Baldinger               | France                  | 2002             |
| Andreu Balius                 | Espagne                 | 2010             |
| Ludovic Balland               | Suisse                  | 2010             |
| Walter Ballmer                | Italie                  | 1970             |
| Marian Bantjes                | Canada                  | 2008             |
| Rik Bas Backer                | France                  | 2010             |
| Saul Bass                     | États-Unis              | 1958             |
| Franco Bassi                  | Italie                  | 1970             |
| Ruedi Baur                    | France                  | 1992             |
| Michael Baviera               | Suisse                  | 1998             |
| Edward Bawden                 | Royaume-Uni             | 1956             |
| Lester Beall                  | États-Unis              | 1954             |
| Timothy Beard                 | Royaume-Uni             | 2011             |
| Anders Beckman                | Suède                   | 1952             |
| Anthon Beeke                  | Pays-Bas                | 1979             |
| Dirk Behage                   | France                  | 2010             |
| Nick Bell                     | Royaume-Uni             | 2009             |
| Félix Beltrán                 | Mexique                 | 1974             |
| Ephram E. Benguiat            | États-Unis              | 1980             |
| Francis Bernard               | France                  | 1954             |
| Pierre Bernard                | France                  | 1987             |
| Polly Bertram                 | Suisse                  | 1997             |
| Xuefeng Bi                    | Chine                   | 2006             |
| John Bielenberg               | États-Unis              | 2002             |
| Michael S. Bierut             | États-Unis              | 1989             |
| Peter Bilak                   | Pays-Bas                | 2006             |
| Joseph Binder                 | États-Unis              | 1954             |
| Heribert Birnbach             | Allemagne               | 2000             |
| Bruce Blackburn               | États-Unis              | 1981             |
| Karl Oskar Blase              | Allemagne               | 1963             |
| Bernard Blatch                | Norvège                 | 1993             |
| Andrew Blauvelt               | États-Unis              | 2007             |
| Nicholas Blechman             | États-Unis              | 2001             |
| R. O. Blechman                | États-Unis              | 1975             |
| Walter Bohatsch               | Autriche                | 1997             |
| Egidio Bonfante               | Italie                  | 1978             |
| Hermann Bongard               | Norvège                 | 1967             |
| Irma Boom                     | Pays-Bas                | 1997             |
| Ben Bos                       | Pays-Bas                | 1978             |
| Günter Karl Bose              | Allemagne               | 2000             |
| Pierre Boucher                | France                  | 1952             |
| Paul Boudens                  | Belgique                | 2008             |
| Michel Bouvet                 | France                  | 1997             |
| Helmut Brade                  | Allemagne               | 2003             |
| Peter Bradford                | États-Unis              | 1974             |
| Erik Brandt                   | États-Unis              | 2012             |
| Pieter Brattinga              | Pays-Bas                | 1975             |
| Erich Brechbühl               | Suisse                  | 2007             |
| Walter Breker                 | Allemagne               | 1956             |
| Tony Brook                    | Royaume-Uni             | 2006             |
| Peter Brookes                 | Royaume-Uni             | 1988             |
| James Brown                   | Australie               | 2013             |
| Donald Brun                   | Suisse                  | 1951             |
| Dick Bruna                    | Pays-Bas                | 1978             |
| Wim Brusse                    | Pays-Bas                | 1952             |
| Mayo Bucher                   | Suisse                  | 1997             |
| Stephan Bundi                 | Suisse                  | 2001             |
| Will Burtin                   | États-Unis              | 1955             |
| Andrew Byrom                  | États-Unis              | 2012             |
| Fritz Bühler                  | Suisse                  | 1951             |
| Feliks Büttner                | Allemagne               | 1993             |
| Georges Calame                | Suisse                  | 1967             |
| Mel Calman                    | Royaume-Uni             | 1974             |
| Margaret Calvert              | Royaume-Uni             | 1976             |
| Fang Cao                      | Chine                   | 2004             |
| Frederick Vincent Carabott    | Royaume-Uni             | 1968             |
| Ken Carbone                   | États-Unis              | 1997             |
| Erberto Carboni               | Italie                  | 1952             |
| Alois Carigiet                | Suisse                  | 1957             |
| Jean Carlu                    | France                  | 1952             |
| Matthew Carter                | États-Unis              | 1978             |
| Jacqueline Casey              | États-Unis              | 1974             |
| A.M Cassandre                 | France                  | 1955             |
| Mimmo Castellano              | Italie                  | 1981             |
| Dr Kenneth W. Cato AO         | Australie               | 1978             |
| Pierluigi Cerri               | Italie                  | 1985             |
| Alan Chan                     | -                       | 2014             |
| Alvin Chan                    | Pays-Bas                | 2007             |
| Vladimir Chaïka               | Russie                  | 1999             |
| Ivan Chermayeff               | États-Unis              | 1978             |
| Seymour Chwast                | États-Unis              | 1975             |
| Roman Cieslewicz              | France                  | 1966             |
| Giulio Cittato                | Italie                  | 1976             |
| Stephen Coates                | Royaume-Uni             | 1998             |
| Flavia Cocchi                 | Suisse                  | 2012             |
| Jean Colin                    | France                  | 1951             |
| Paul Colin                    | France                  | 1955             |
| Jeanette Collins              | Royaume-Uni             | 1977             |
| Giulio Confalonieri           | Italie                  | 1967             |
| Demian Conrad                 | Suisse                  | 2017             |
| Muriel Cooper                 | États-Unis              | 1983             |
| Silvio Coppola                | Italie                  | 1975             |
| Thomas Couderc                | -                       | 2014             |
| Paul Cox                      | France                  | 2003             |
| Jeremy Coysten                | Royaume-Uni             | 2012             |
| Bart Crosby                   | États-Unis              | 1997             |
| Theo Crosby                   | Royaume-Uni             | 1966             |
| James Cross                   | États-Unis              | 1975             |
| Wim Crouwel                   | Pays-Bas                | 1957             |
| Ronald Curchod                | France                  | 2005             |
| Richard Danne                 | États-Unis              | 1974             |
| Louis Danziger                | États-Unis              | 1974             |
| Jean David                    | Israël                  | 1957             |
| Paul Brooks Davis             | États-Unis              | 1974             |
| Michel De Boer                | Pays-Bas                | 1998             |
| Rudolph De Harak              | États-Unis              | 1963             |
| Esther De Vries               | -                       | 2014             |
| Wout De Vringer               | Pays-Bas                | 2002             |
| Lizá Defossez Ramalho         | Portugal                | 2007             |
| Mike Dempsey                  | Royaume-Uni             | 1998             |
| Marion Deuchars               | Royaume-Uni             | 2000             |
| Alexandre Dimos               | -                       | 2014             |
| Theo Dimson                   | Canada                  | 1977             |
| Bob Dinetz                    | États-Unis              | 2004             |
| Pierre di Sciullo             | France                  | 2010             |
| Lou Dorfsman                  | États-Unis              | 1955             |
| Stephen Doyle                 | États-Unis              | 1996             |
| William Drenttel              | États-Unis              | 2010             |
| Markus Dressen                | Allemagne               | 2004             |
| Jacques Dubois                | France                  | 1952             |
| Gert Dumbar                   | Pays-Bas                | 1978             |
| Sonya Dyakova                 | Royaume-Uni             | 2013             |
| Tatsuo Ebina                  | Japon                   | 2001             |
| Tom Eckersley                 | Royaume-Uni             | 1952             |
| Heinz Edelmann                | Allemagne               | 1963             |
| Hermann M. Eggmann            | Suisse                  | 1972             |
| Rick Eiber                    | États-Unis              | 1997             |
| Hermann Eidenbenz             | Suisse                  | 1952             |
| Olle Eksell                   | Suède                   | 1952             |
| Dick Elffers                  | Pays-Bas                | 1952             |
| Garry W. Emery                | Australie               | 1978             |
| Klaus Ensikat                 | Allemagne               | 1993             |
| Bülent Erkmen                 | Turquie                 | 1998             |
| Mario Eskenazi                | Espagne                 | 1997             |
| Simon Esterson                | Royaume-Uni             | 1998             |
| Roger Excoffon                | France                  | 1952             |
| Oded Ezer                     | Israël                  | 2009             |
| Hans Fabigan                  | Autriche                | 1965             |
| Germano Facetti               | Royaume-Uni             | 1966             |
| Sara Fanelli                  | Royaume-Uni             | 2000             |
| Kiko Farkas                   | Brésil                  | 2006             |
| Ben Faydherbe                 | Pays-Bas                | 2002             |
| Gene Federico                 | États-Unis              | 1960             |
| Diego Feijóo                  | Espagne                 | 2013             |
| Mário Feliciano               | Portugal                | 2009             |
| Isidro Ferrer                 | Espagne                 | 2000             |
| Dieter Feseke                 | Allemagne               | 2003             |
| Detlef Fiedler                | Allemagne               | 2000             |
| Louise Fili                   | États-Unis              | 1998             |
| Enzo Finger                   | Norvège                 | 1993             |
| Jeffrey Fisher                | Royaume-Uni             | 1996             |
| Gilles Fiszman                | Belgique                | 1974             |
| Willy Fleckhaus               | Allemagne               | 1976             |
| Josef Flejšar                 | République tchéquie     | 1981             |
| Allan Robb Fleming            | Canada                  | 1974             |
| Alan Fletcher                 | Royaume-Uni             | 1966             |
| Karin Fong                    | États-Unis              | 2001             |
| Colin Forbes                  | États-Unis              | 1966             |
| Francesco Franchi             | Italie                  | 2019             |
| André François                | France                  | 1952             |
| Barnett Freedman              | Royaume-Uni             | 1952             |
| Tobias Frere-Jones            | États-Unis              | 2014             |
| Vince Frost                   | Royaume-Uni             | 2001             |
| Adrian Frutiger               | Suisse                  | 1980             |
| Shigeo Fukuda                 | Japon                   | 1979             |
| Osamu Fukushima               | Japon                   | 2012             |
| Paul Marcus Fuog              | Australie               | 2017             |
| Martin Gaberthüel             | Suisse                  | 1998             |
| Louis Gagnon                  | Canada                  | 2010             |
| Jacques Nathan Garamond       | France                  | 1951             |
| Ken Garland                   | Royaume-Uni             | 2013             |
| Christof Gassner              | Allemagne               | 1988             |
| Reinhard Gassner              | Autriche                | 2000             |
| Pierre Gauchat                | Suisse                  | 1952             |
| Martin Gavler                 | Suède                   | 1952             |
| Tom Geismar                   | États-Unis              | 1975             |
| K. Domenic Geissbühler        | Suisse                  | 1968             |
| Steff Geissbühler             | États-Unis              | 1980             |
| David Gentleman               | Royaume-Uni             | 1972             |
| Michael Gericke               | États-Unis              | 1998             |
| Stephen Gilmore               | Royaume-Uni             | 2012             |
| George Giusti                 | États-Unis              | 1955             |
| Milton Glaser                 | États-Unis              | 1975             |
| Keith Godard                  | États-Unis              | 1997             |
| James Goggin                  | États-Unis              | 2010             |
| Carin Goldberg                | États-Unis              | 1998             |
| Andrew Goldstein              | Allemagne               | 2012             |
| Jeffrey Goldstein             | Allemagne               | 2012             |
| Tomás Gonda                   | États-Unis              | 1980             |
| Nikki Gonnissen               | Pays-Bas                | 2012             |
| Baruch Gorkin                 | États-Unis              | 2001             |
| Fritz Gottschalk              | Suisse                  | 1975             |
| Mark Gowing                   | Australie               | 2013             |
| Milner Gray                   | Royaume-Uni             | 1952             |
| J. Malcolm Grear              | États-Unis              | 1998             |
| Robert M. Greenberg           | États-Unis              | 1994             |
| April Greiman                 | États-Unis              | 1985             |
| Franco Grignani               | Italie                  | 1952             |
| Frieder Grindler              | Allemagne               | 1976             |
| Joost Grootens                | Pays-Bas                | 2010             |
| Yu Guang                      | -                       | 2014             |
| Chengcheng Guo                | -                       | 2013             |
| Igor Gurovich                 | Russie                  | 2013             |
| Fernando Gutiérrez            | Royaume-Uni             | 1997             |
| Stefan Guzy                   | Allemagne               | 2016             |
| O.H.W Hadank                  | Allemagne               | 1955             |
| Helfried Hagenberg            | Allemagne               | 1999             |
| Ebrahim Haghighi              | Iran                    | 2001             |
| Jiaying Han                   | Chine                   | 2007             |
| Aage Sikker Hansen            | Danemark                | 1952             |
| Kenya Hara                    | Japon                   | 2001             |
| Rolf P. Harder                | Canada                  | 1974             |
| George Hardie                 | Royaume-Uni             | 1994             |
| Hans Hartmann                 | Suisse                  | 1958             |
| Niels Hartmann                | Danemark                | 1967             |
| Julia Hasting                 | États-Unis              | 2000             |
| Kazunari Hattori              | Japon                   | 2011             |
| Daniela Haufe                 | Allemagne               | 2000             |
| Ashley Havinden               | Royaume-Uni             | 1952             |
| Luke Hayman                   | États-Unis              | 2011             |
| Jianping He                   | Allemagne               | 2005             |
| Jun He                        | Chine                   | 2008             |
| Yiyang Hei                    | Chine                   | 2012             |
| Jessica Helfand               | États-Unis              | 2010             |
| Steven Heller                 | États-Unis              | 2010             |
| F.H.K Henrion                 | Royaume-Uni             | 1952             |
| Walter Herdeg                 | Suisse                  | 1952             |
| Richard Hess                  | États-Unis              | 1972             |
| Fons Hickmann                 | Allemagne               | 2004             |
| Ernst Hiestand                | Suisse                  | 1968             |
| Ursula Hiestand               | Suisse                  | 1968             |
| David Hillman Curtis          | Royaume-Uni             | 1976             |
| Hans Hillmann                 | Allemagne               | 1961             |
| George Him                    | Royaume-Uni             | 1952             |
| Kit Hinrichs                  | États-Unis              | 1990             |
| Keiko Hirano                  | Japon                   | 2011             |
| Hara Hiromu                   | Japon                   | 1966             |
| Masaaki Hiromura              | Japon                   | 2012             |
| Hans Peter Hoch               | Allemagne               | 1974             |
| Armin Hofmann                 | Suisse                  | 1967             |
| Paul Hogarth                  | Royaume-Uni             | 1969             |
| Max Huber                     | Suisse                  | 1958             |
| Lam Hung                      | Chine                   | 2011             |
| Thomas Huot-Marchand          | France                  | 2010             |
| Allen Hurlburt                | Royaume-Uni             | 1972             |
| Angus Hyland                  | Royaume-Uni             | 1999             |
| Takenobu Igarashi             | Japon                   | 1981             |
| Melchior Imboden              | Suisse                  | 1998             |
| Alexander Isley               | États-Unis              | 1998             |
| Norman Ives                   | États-Unis              | 1967             |
| Marcel Jacno                  | France                  | 1952             |
| Jonathon Jeffrey              | Royaume-Uni             | 2011             |
| Werner Jeker                  | Suisse                  | 1989             |
| Radovan Jenko                 | Slovénie                | -                |
| Hua Jiang                     | Chine                   | 2006             |
| Dan Jonsson                   | Suède                   | 1981             |
| Maira Kalman                  | États-Unis              | 2007             |
| Tibor Kalman                  | États-Unis              | 1996             |
| YUSku Kamekura                | Japon                   | 1955             |
| Tai-Keung Kan                 | Chine                   | 1997             |
| Herbert W. Kapitzki           | Allemagne               | 1958             |
| Sadik Karamustafa             | Turquie                 | 1997             |
| Hjalti Karlsson               | États-Unis              | 2009             |
| Kaoru Kasai                   | Japon                   | 2006             |
| Aimo Katajamäki               | Finlande                | 2013             |
| Mitsuo Katsui                 | Japon                   | 1984             |
| Michalis Katzourakis          | Grèce                   | 1968             |
| Pat Keely                     | Royaume-Uni             | 1952             |
| Johnny Kelly                  | Irlande                 | 2012             |
| Itoh Kenji                    | Japon                   | 1966             |
| Sano Kenjiro                  | Japon                   | 2013             |
| Frith Kerr                    | Royaume-Uni             | 2011             |
| Martin Kerschbaumer           | Italie                  | 2018             |
| Erik Kessels                  | Pays-Bas                | 2012             |
| Chip Kidd                     | États-Unis              | 1998             |
| Günther Kieser                | Allemagne               | 1963             |
| Atsuki Kikuchi                | -                       | 2014             |
| Do-hyung Kim                  | Corée                   | 2012             |
| Jock Kinneir                  | Royaume-Uni             | 1976             |
| Max Kisman                    | Pays-Bas                | 2002             |
| Issay Kitagawa                | Japon                   | 2001             |
| Alan Kitching                 | Royaume-Uni             | 1994             |
| Peter Knapp                   | France                  | 1989             |
| René Knip                     | Pays-Bas                | 2005             |
| Jacques Koeweiden             | Pays-Bas                | 1997             |
| Takashi Kono                  | Japon                   | 1961             |
| Elisabeth Kopf                | Autriche                | 2006             |
| Stanislav Kovář               | République tchèque      | 1969             |
| Burton Kramer                 | Canada                  | 1974             |
| Thomas Kronbichler            | Italie                  | 2018             |
| Henrik Kubel                  | Royaume-Uni             | 2007             |
| Willi Kunz                    | États-Unis              | 1998             |
| Mervyn Kurlansky              | Danemark                | 1970             |
| Björn Kusoffsky               | Suède                   | 2000             |
| Ruedi Külling                 | Suisse                  | 1968             |
| David Lancashire              | Australie               | 1996             |
| Eric Lancaster                | France                  | 1952             |
| Admin Last                    | -                       | -                |
| Freeman Lau Siu Hong          | Chine                   | 2002             |
| Roger Law                     | Royaume-Uni             | 1994             |
| Alain Le Quernec              | France                  | 1989             |
| Matthew Leibowitz             | États-Unis              | 1955             |
| Jan Lenica                    | Pologne                 | 1956             |
| Anette Lenz                   | France                  | 1999             |
| Michel Lepetitdidier          | France                  | 2003             |
| Jeremy Leslie                 | Royaume-Uni             | 2011             |
| Herbert Leupin                | Suisse                  | 1952             |
| Jean-Benoit Levy              | Suisse                  | 1998             |
| Jan Lewitt                    | Royaume-Uni             | 1952             |
| Tommy Li                      | Chine                   | 2004             |
| Zachary Lieberman             | États-Unis              | 2022             |
| Harmen Liemburg               | -                       | -                |
| Stig Lindberg                 | Suède                   | 1952             |
| Rico Lins                     | Brésil                  | 1997             |
| Leo Lionni                    | États-Unis              | 1955             |
| Domenic Lippa                 | Royaume-Uni             | 2005             |
| Zhizhi Liu                    | Chine                   | -                |
| Flemming Ljorring             | Danemark                | 1980             |
| Sascha Lobe                   | Allemagne               | 2009             |
| Uwe Loesch                    | Allemagne               | 1988             |
| Celso Longo                   | Brésil                  | 2013             |
| Helmut Lortz                  | Allemagne               | 1954             |
| Charles Loupot                | France                  | 1955             |
| Jingren Lu                    | Chine                   | 2006             |
| Herbert Lubalin               | États-Unis              | 1960             |
| Chi Cheong Luk                | Chine                   | 2012             |
| Italo Lupi                    | Italie                  | 1981             |
| Alvin Lustig                  | États-Unis              | 1955             |
| Hans-Rudolf Lutz              | Suisse                  | 1992             |
| Emanuele Luzzati              | Italie                  | 1972             |
| Huimin Ma                     | -                       | -                |
| Michael Mabry                 | États-Unis              | 2000             |
| Laurence Madrelle             | France                  | 1994             |
| Alejandro Magallanes          | Mexique                 | 2004             |
| P. Scott Makela               | États-Unis              | 1997             |
| Jean-Dennis Malclès           | France                  | 1952             |
| Eduardo Manso                 | Espagne                 | 2010             |
| Riccardo Manzi                | Italie                  | 1956             |
| Javier Mariscal               | Espagne                 | 1995             |
| Carlos Augusto Martins Lacaz  | Brésil                  | 2010             |
| Pablo Martín                  | Espagne                 | 2000             |
| Les Mason                     | Australie               | 1975             |
| John Massey                   | États-Unis              | 1967             |
| Robert Massin                 | France                  | 2001             |
| Keizo Matsui                  | Japon                   | 1997             |
| Shin Matsunaga                | Japon                   | 1988             |
| Kei Matsushita                | Japon                   | 2003             |
| Herbert Matter                | États-Unis              | 1955             |
| Holger Matthies               | Allemagne               | 1976             |
| John McConnell                | Royaume-Uni             | 1975             |
| Katherine McCoy               | États-Unis              | 1986             |
| Edward McKnight Kauffer       | Royaume-Uni             | 1952             |
| Fernando Medina               | Espagne                 | 1979             |
| Peter Megert                  | Suisse                  | 1974             |
| Fanette Mellier               | -                       | 2014             |
| Pierre Mendell                | Allemagne               | 1980             |
| Peter Mendelsund              | États-Unis              | 2012             |
| Rebeca Méndez (en)            | États-Unis              | 2023             |
| Saed Meshki                   | Iran                    | 2002             |
| Frédéric Metz                 | Canada                  | 1998             |
| Rudi Meyer                    | France                  | 1993             |
| Anthony Michael               | Royaume-Uni             | 1998             |
| Gérard Miedinger              | Suisse                  | 1970             |
| James Miho                    | États-Unis              | 1995             |
| Tomoko Miho                   | États-Unis              | 1974             |
| Paul Mijksenaar               | Pays-Bas                | 2013             |
| Ken Miki                      | Japon                   | 1998             |
| Armando P. Milani             | Italie                  | 1981             |
| J. Abbott Miller              | États-Unis              | 1998             |
| Philippe Millot               | France                  | 2000             |
| Étienne Mineur                | France                  | 2000             |
| Jan Mlodozeniec               | Pologne                 | 1974             |
| Morteza Momayez               | Iran                    | 1977             |
| Bruno Monguzzi                | Italie                  | 1979             |
| Isolde Monson-Baumgart        | Allemagne               | 1976             |
| Germán Montalvo Aguilar       | Mexique                 | 1997             |
| John Morgan                   | Royaume-Uni             | 2011             |
| Antonio Morillas i Verdura    | Espagne                 | 1966             |
| Jennifer Morla                | États-Unis              | 1998             |
| Peter Moser                   | Suisse                  | 2000             |
| Jósef Mrosczak                | Pologne                 | 1966             |
| Hamish Muir                   | Royaume-Uni             | 2004             |
| Bruno Munari                  | Italie                  | 1952             |
| Martti Mykkänen               | Finlande                | 1966             |
| Lars Müller                   | Suisse                  | 1993             |
| Rolf Müller                   | Allemagne               | 1976             |
| Josef Müller-Brockmann        | Suisse                  | 1952             |
| Kazufumi Nagai                | Japon                   | 2011             |
| Kazumasa Nagai                | Japon                   | 1966             |
| Keisuke Nagatomo              | Japon                   | 2001             |
| Hideki Nakajima               | Japon                   | 1998             |
| Makoto Nakamura               | Japon                   | 1985             |
| Flávia Nalon                  | Brésil                  | 2013             |
| Stephanie Nash                | Royaume-Uni             | 1998             |
| Andreas Netthoevel            | Suisse                  | 1998             |
| Hans Neuburg                  | Suisse                  | 1967             |
| Yung-Chen Nieh                | Taïwan (Taipei chinois) | 2012             |
| Christoph Niemann             | États-Unis              | 1999             |
| Richard Niessen               | -                       | 2014             |
| Minoru Niijima                | Japon                   | 1998             |
| Erik Nitsche                  | États-Unis              | 1964             |
| Bob Noorda                    | Italie                  | 1966             |
| Finn Nygaard                  | Danemark                | 1997             |
| Henrik Nygren                 | -                       | 2014             |
| Sabina Oberholzer             | Suisse                  | 1997             |
| Siegfried Odermatt            | Suisse                  | 1974             |
| Justus Oehler                 | Allemagne               | 2003             |
| Tadashi Ohashi                | Japon                   | 1966             |
| Hiroshi Ohchi                 | Japon                   | 1955             |
| Bruno Oldani                  | Norvège                 | 1976             |
| Vaughan Oliver                | Royaume-Uni             | 2012             |
| Clotilde Olyff                | Belgique                | 2004             |
| Michel Olyff                  | Belgique                | 1962             |
| Anukam Edward Opara           | États-Unis              | 2011             |
| István Orosz                  | Hongrie                 | 2003             |
| Anders Osterlin               | Suède                   | 1959             |
| Nicolaus Ott                  | Allemagne               | 1997             |
| R.D.E. Oxenaar                | Pays-Bas                | 1978             |
| Julian Palka                  | Pologne                 | 1956             |
| Gábor Palotai                 | Suède                   | 2002             |
| Kum-jun Park                  | Corée du Sud            | 2008             |
| Ben Parker                    | Royaume-Uni             | 2010             |
| Alejandro Paul                | Argentine               | 2011             |
| Arthur Paul                   | États-Unis              | 1978             |
| Harry Pearce                  | Royaume-Uni             | 2005             |
| David Pearson                 | Royaume-Uni             | 2012             |
| Harry Peccinotti              | France                  | 1975             |
| Alan Peckolick                | États-Unis              | 1978             |
| B. Martin Pedersen            | États-Unis              | 1987             |
| Rémy Peignot                  | France                  | 1957             |
| Sean Perkins                  | Royaume-Uni             | 2010             |
| Giorgio Pesce                 | Suisse                  | 2003             |
| Michael Peters                | Royaume-Uni             | 1979             |
| Thom Pfister                  | Suisse                  | 2011             |
| Roger Pfund                   | Suisse                  | 1981             |
| Felix Pfäffli                 | Suisse                  | 2013             |
| Volker Pfüller                | Allemagne               | 1997             |
| Celestino Piatti              | Suisse                  | 1957             |
| Jean Picart le Doux           | France                  | 1951             |
| David Pidgeon                 | Australie               | 2006             |
| Kari Piippo                   | Finlande                | 1997             |
| Cipe Pineles-Burtin           | États-Unis              | 1955             |
| Giovanni Pintori              | Italie                  | 1952             |
| Woody T. Pirtle               | États-Unis              | 1980             |
| Josep Pla-Narbona             | Espagne                 | 1963             |
| David Plunkert                | États-Unis              | 2011             |
| Santiago Pol                  | Venezuela               | 1997             |
| Dean Poole                    | Nouvelle-Zélande        | 2010             |
| Hans-Georg Pospischil         | Allemagne               | 1988             |
| Fábio Prata                   | Brésil                  | 2013             |
| Robert Probst                 | États-Unis              | 1997             |
| Matt Pyke                     | Royaume-Uni             | 2009             |
| Jan Rajlich                   | République tchèque      | 1981             |
| Gunter Rambow                 | Allemagne               | 1974             |
| Elaine Ramos                  | Brésil                  | 2012             |
| Michael Rand                  | Royaume-Uni             | 1976             |
| Hermann Rastorfer             | Autriche                | 1966             |
| Brian Rea                     | États-Unis              | 2012             |
| Artur Rebelo                  | Portugal                | 2007             |
| Hans Dieter Reichert          | Royaume-Uni             | 2003             |
| Edgar Reinhard                | Suisse                  | 1982             |
| Dan Reisinger                 | Israël                  | 1970             |
| Lex Reitsma                   | Pays-Bas                | 1997             |
| Roger R. Remington            | États-Unis              | 2012             |
| Jacques Richez                | Belgique                | 1952             |
| Jean Robert                   | Suisse                  | 1986             |
| Lucienne Roberts              | Royaume-Uni             | 2013             |
| Daniel Robitaille             | Canada                  | 2024             |
| Étienne Robial                | France                  | 2019             |
| Ernst Roch                    | Canada                  | 1974             |
| Gabriela Rodriguez Valencia   | Mexique                 | 1998             |
| Sarah Rosenbaum               | Norvège                 | 1993             |
| David Ruiz                    | Espagne                 | 1997             |
| John Rushworth                | Royaume-Uni             | 1994             |
| Marte Röling                  | Pays-Bas                | 1978             |
| Ruedi Rüegg                   | Suisse                  | 1971             |
| Mehdi Saeedi                  | États-Unis/Iran         | 2017             |
| Guy Saggee                    | Israël                  | 2012             |
| Stefan Sagmeister             | États-Unis              | 1998             |
| Paul Sahre                    | États-Unis              | 2005             |
| Makoto Saito                  | Japon                   | 1994             |
| Arnold Saks                   | États-Unis              | 1968             |
| Roberto Sambonet              | Italie                  | 1975             |
| Willem Sandberg               | Pays-Bas                | 1952             |
| Kashiwa Sato                  | Japon                   | 2011             |
| Koichi Sato                   | Japon                   | 1988             |
| U. G. Sato                    | Japon                   | 1998             |
| Taku Satoh                    | Japon                   | 1998             |
| Raymond Savignac              | France                  | 1952             |
| Peter Saville                 | Royaume-Uni             | 2011             |
| Yasuhiro Sawada               | Japon                   | 2001             |
| Gerald Scarfe                 | Royaume-Uni             | 1988             |
| Clemens Theobert Schedler     | Autriche                | 1998             |
| Paula Scher                   | États-Unis              | 1993             |
| Hans Schleger                 | Royaume-Uni             | 1952             |
| Georg Schmid                  | Autriche                | 1963             |
| Helmut Schmid                 | Allemagne               | 1988             |
| Max Schmidt                   | Suisse                  | 1967             |
| Gerwin Schmidt                | Allemagne               | 2003             |
| Hans Günter Schmitz           | Allemagne               | 1997             |
| Niels Schrader                | Pays-Bas                | 2010             |
| Ralph Schraivogel             | Pays-Bas                | 1995             |
| Jurriaan Schrofer             | Pays-Bas                | 1966             |
| Michiel Schuurman             | Pays-Bas                | 2018             |
| Arnold Schwartzman            | États-Unis              | 1974             |
| Ronald Searle                 | Royaume-Uni             | 2003             |
| James Sebastian               | États-Unis              | 1998             |
| Serge Serov                   | Russie                  | 2013             |
| Chen Shaohua                  | Chine                   | 2000             |
| Adrian Shaughnessy            | Royaume-Uni             | 2011             |
| Imatake Shihiro               | Japon                   | 1957             |
| Ghobad Shiva                  | Iran                    | 2001             |
| Mariano Sigal                 | Argentine               | 2014             |
| Jorge Silva                   | Portugal                | 2011             |
| António Silveira Gomes        | Portugal                | 2010             |
| Louis Silverstein             | États-Unis              | 1969             |
| Nancy Skolos                  | États-Unis              | 1998             |
| Finn Sködt                    | Danemark                | 1997             |
| David Smith                   | Irlande                 | 2010             |
| Edo Smitshuijzen              | Pays-Bas                | 1988             |
| Leslie Smolan                 | États-Unis              | 1997             |
| Lanny Sommese                 | États-Unis              | 1998             |
| Xiewei Song                   | Chine                   | 2003             |
| Leonardo Sonnoli              | Italie                  | 2000             |
| Alvaro Sotillo                | Venezuela               | 1997             |
| Kris Sowersby                 | Nouvelle-Zélande        | 2013             |
| Ariane Spanier                | Allemagne               | 2013             |
| Herbert Spencer               | Royaume-Uni             | 1966             |
| Todd St. John                 | -                       | 2014             |
| Anton Stankowski              | Allemagne               | 1956             |
| Franciszek Starowieyski       | Pologne                 | 1966             |
| Astrid Stavro                 | Espagne                 | 2010             |
| Bernard Stein                 | Allemagne               | 1997             |
| Albe Steiner                  | Italie                  | 1955             |
| Heiri Steiner                 | Suisse                  | 1952             |
| Henry Steiner                 | Chine                   | 1980             |
| Jennifer Sterling             | États-Unis              | 2000             |
| André Stolarski               | Brésil                  | 2012             |
| Swip Stolk                    | Pays-Bas                | 2000             |
| Shinnoske Sugisaki            | Japon                   | 2001             |
| Jaroslav Sura                 | République tchèque      | 1981             |
| Yuri Surkov                   | Russie                  | 2000             |
| Deborah Sussman               | États-Unis              | 1985             |
| Josef Svoboda                 | République tchèque      | 1968             |
| Waldemar Swierzy              | Pologne                 | 1966             |
| Fumio Tachibana               | Japon                   | 2006             |
| Ikko Tanaka                   | Japon                   | 1966             |
| David Tartakover              | Israël                  | 1998             |
| Paolo Tassinari               | Italie                  | 2005             |
| Tiit Telmet                   | Canada                  | 1998             |
| Lucille Tenazas               | États-Unis              | 1998             |
| Evelyn ter Bekke              | France                  | 2010             |
| Frédéric Teschner             | France                  | 2010             |
| Patrick Thomas                | Royaume-Uni             | 2005             |
| Bradbury Thompson             | États-Unis              | 1955             |
| Peter Till                    | Royaume-Uni             | 1998             |
| Rosmarie Tissi                | Suisse                  | 1974             |
| Henryk Tomaszewski            | Pologne                 | 1957             |
| Feliks Topolski               | Royaume-Uni             | 1956             |
| Pino Tovaglia                 | Italie                  | 1967             |
| Daniel Trench                 | Brésil                  | 2013             |
| Otto Treumann                 | Pays-Bas                | 1952             |
| Alex Trochut                  | Espagne                 | 2011             |
| Fred Troller                  | États-Unis              | 1974             |
| Annik Troxler                 | Suisse                  | 2013             |
| Niklaus Troxler               | Suisse                  | 1989             |
| Paula Troxler                 | -                       | 2014             |
| George Tscherny               | États-Unis              | 1965             |
| Barrie Tucker                 | Australie               | 1979             |
| Richard James Turley          | États-Unis              | 2013             |
| Alice Twemlow                 | États-Unis              | 2013             |
| Mehmet Ali Türkmen            | Turquie                 | 2009             |
| Andreas Uebele                | Allemagne               | 2007             |
| Ryosuke Uehara                | Japon                   | 2013             |
| Arne Ungermann                | Danemark                | 1952             |
| Maciej Urbaniec               | Pologne                 | 1974             |
| Rick Valicenti                | États-Unis              | 1998             |
| Julien Vallée                 | Canada                  | 2013             |
| Richard van der Laken         | Pays-Bas                | 2012             |
| Jelle Van der Toorn Vrijthoff | Pays-Bas                | 1978             |
| Bob van Dijk                  | Pays-Bas                | 2006             |
| Hansje van Halem              | Pays-Bas                | 2017             |
| Jan Van Toorn                 | Pays-Bas                | 1972             |
| Michael Vanderbyl             | États-Unis              | 1986             |
| Yarom Vardimon                | Israël                  | 1982             |
| Mihaly Varga                  | Suisse                  | 1999             |
| Kyösti Varis                  | Finlande                | 1974             |
| Clément Vauchez               | -                       | 2014             |
| Jukka Veistola                | Finlande                | 1975             |
| Tomàs Vellvé                  | Espagne                 | 1967             |
| Pier Paolo Vetta              | Italie                  | 2003             |
| Massimo Vignelli              | États-Unis              | 1965             |
| Bernard Villemot              | France                  | 1952             |
| Jonas Vögeli                  | Suisse                  | 2010             |
| Douglas Wadden                | États-Unis              | 1998             |
| Henning Wagenbreth            | Allemagne               | 2002             |
| Heinz Waibl                   | Italie                  | 1976             |
| Garth Walker                  | Afrique du Sud          | 2002             |
| Min Wang                      | Chine                   | 2004             |
| Xu Wang                       | Chine                   | 2000             |
| Yue Fei Wang                  | Chine                   | 2002             |
| Teeranop Wangsillapakun       | Thaïlande               | 2016             |
| Manuel Warosz                 | France                  | 2012             |
| Russell Warren-Fisher         | Royaume-Uni             | 2004             |
| Kurt Weidemann                | Germany                 | 1975             |
| Markus Weisbeck               | Allemagne               | 2011             |
| Mason Wells                   | Royaume-Uni             | 2011             |
| Hugo Wetli                    | Suisse                  | 1967             |
| Thomas Widdershoven           | Pays-Bas                | 2012             |
| Jean Widmer                   | France                  | 1976             |
| Bruno K. Wiese                | Allemagne               | 1974             |
| Jan Wilker                    | États-Unis              | 2009             |
| Marina Willer                 | Royaume-Uni             | 2007             |
| Scott Williams                | Royaume-Uni             | 2007             |
| Kurt Wirth                    | Suisse                  | 1956             |
| Benno Wissing                 | États-Unis              | 1966             |
| Hans Wolbers                  | Pays-Bas                | 2002             |
| Henry Wolf                    | États-Unis              | 1966             |
| Robert Wong                   | États-Unis              | 2013             |
| Stanley Wong                  | Chine                   | 2004             |
| Martin Woodtli                | Suisse                  | 2000             |
| Yong Wu                       | Chine                   | 2012             |
| Richard Saul Wurman           | États-Unis              | 1986             |
| Lance Wyman                   | États-Unis              | 2013             |
| Tamotsu Yagi                  | États-Unis              | 1990             |
| Ryuichi Yamashiro             | Japon                   | 1966             |
| Bingnan Yu                    | Chine                   | 1992             |
| Garson Yu                     | États-Unis              | 2006             |
| Lu Yu                         | Chine                   | 2004             |
| Hermann Zapf                  | Allemagne               | 1980             |
| Catherine Zask                | France                  | 1997             |
| Mark Zeugin                   | Suisse                  | 1967             |
| Jian Zhao                     | Chine                   | 2004             |
| Qing Zhao                     | Chine                   | 2010             |
| Liu Zhizhi                    | Chine                   | 2010             |
| Zdenek Ziegler                | République tchèque      | 1981             |
| Jorg Zintzmeyer               | Suisse                  | 1997             |
| Pepijn Zurburg                | Pays-Bas                | 2012             |